# Ce jour-là, tout a changé
Ce jour-là, tout a changé est une série télévisée française de docu-fictions diffusée depuis le 13 janvier 2009 sur France 2.

## Synopsis
Chacun des épisodes retrace heure par heure une journée majeure de l'histoire de France.

## Épisodes

### 1.L'Assassinat d'Henri IV
- Réalisation : Jacques Malaterre
- Distribution : Arnaud Bedouët : Henri IV
  - Chiara de Luca : Marie de Médicis
  - Priscilla Bescond : Charlotte de Montmorency
  - Olivier Augrond : Bassompierre
  - Marc Saez : d'Épernon
  - Elodie Varlet : Gabrielle d'Estrées
- Date de première diffusion : 13 janvier 2009.
- Paris – 14 mai 1610 – 14h15 : Henri IV se fait assassiner par un fou de Dieu, Ravaillac. Ce jour-là, Henri IV n'a qu'une idée en tête : retrouver celle qu'il aime et l'empêcher de partir. Pressé de toutes parts pour régler les affaires du royaume, il s'échappe en carrosse dans Paris, sans escorte, au mépris du danger qui rôde à chaque coin de rue. Sa mort, fomentée par les radicaux religieux pour attiser la haine, apaisera, contre toute attente, les conflits entre catholiques et protestants.

### 2.L'Évasion de Louis XVI
- Réalisation : Arnaud Sélignac
- Musique originale composée par Laurent Ferlet
- Distribution : 
  - Antoine Gouy : Louis XVI
  - Estelle Skornik : Marie-Antoinette
  - Erick Deshors : Duc d'Orléans
  - Patrick Juiff : La Fayette
  - Pierre-Arnaud Juin : Sauce
  - Loïc Houdré : Drouet
  - Franck Victor : Camille Desmoulins
  - Franck de Lapersonne : Georges Jacques Danton
  - Renaud Garnier-Fourniquet : Maximilien de Robespierre
  - Xavier Aubert : Léonard
  - Vincent Guillaud : Romeuf
  - Francis Coffinet : Bailly
  - Benoît Marchand : Duc de Choiseul
  - David Martins : Bayon
  - Morgane Rouault : Le Dauphin
  - Timothy Sebag : Le Dauphin Louis-Joseph
  - Catherine Aymerie : Mme de Tourzel.
- Date de première diffusion : 24 février 2009.
- Résumé : Paris - 21 juin 1791 - 00H30 : Louis XVI s'enfuit pour échapper à la Révolution. Pour sauver ses enfants de la Révolution et sa femme Marie-Antoinette de la vindicte populaire, le roi Louis XVI, déguisé en bon bourgeois, s'enfuit incognito du palais des Tuileries où il est prisonnier. Mais rien ne va se passer comme prévu. L'échec de sa fuite se solde un an et demi plus tard par la décapitation du roi, et de la reine de France, neuf mois après son mari.

### 3. Le sacre de Charlemagne
- Réalisation : Jacques Malaterre
- Distribution :
- Date de première diffusion : ?
- Résumé : Rome – 25 décembre 800 – 12h00 : Charlemagne est sacré empereur par la pape Léon III. De son arrivée à Rome, la veille au soir, jusqu'au moment où le Pape finit par accepter de couronner Charlemagne, les incroyables rebondissements d'une douzaine de Francs pris dans les intrigues d'une Rome décadente. Charlemagne devient ainsi le premier empereur chrétien d'Occident et le véritable fondateur de l'Europe.

### 4.L'appel du 18 juin
- Réalisation : Félix Olivier
- Musique originale composée par Laurent Ferlet
- Distribution : 
  - Michel Vuillermoz : Charles de Gaulle
  - Clément Roussier : le lieutenant Geoffroy Chodron de Courcel
  - Christian Rodska : Winston Churchill
  - Alain Mottet : le maréchal Pétain
  - André Penvern : le général Maxime Weygand
  - Peter Hudson : le général Edward Spears
  - David Lowe : Lord Halifax
  - Michel Bompoil : Paul Reynaud
  - Éric Naggar : Georges Mandel
  - Jacques Bouanich : Jean Monnet
  - François Lescurat : Dominique Leca
  - Paul Bandey : le directeur des infos à la BBC
  - Franck Mercadal : le réceptionniste de l'hôtel Majestic
- Date de première diffusion : 8 juin 2010.
- Résumé : Londres - 8 juin 1940 - 06H30 : Alors que les armées françaises sont en pleine débâcle, Charles de Gaulle, tout juste promu général, se rend à Londres pour demander l'aide militaire de Churchill. Lorsqu'il apprend que le maréchal Pétain vient de demander à Hitler les conditions d'un armistice, il décide de lancer un appel à la résistance. Pendant 24 heures, le général n'aura de cesse de négocier avec les dirigeants britanniques sa diffusion sur la BBC. L'homme, qui n'était jusqu'à présent qu'un personnage inconnu de la plupart des Français, acquiert d'un seul coup la dimension d'un personnage légendaire. Le 18 juin, il prononce un discours entendu par très peu de Français, mais publié dans la presse dès le lendemain...

### 5. Le 18 Brumaire
- Réalisation : Jacques Malaterre
- Distribution :
- Date de première diffusion : en production.
- Résumé : Le coup d'état du 9 novembre 1799 par Napoléon Bonaparte.